# Bastiaan Lijesen
Bastiaan Lijesen, né le 28 décembre 1990 à Nieuwerkerk aan den IJssel, est un nageur néerlandais en activité spécialiste des épreuves de dos (50 et 100 m).

## Palmarès

### Jeux olympiques
- 2012 à londres
  - 23e en demi-finale du 100 m dos hommes

### Championnats d'Europe
- Championnats d'Europe 2010 à Budapest (Hongrie) :
  -  Médaille de bronze du relais 4 × 100 m quatre nages.